# اعتراضات ۲۰۲۰–۲۰۲۱ تایلند
اعتراضات ۲۰۲۰–۲۰۲۱ تایلند (تایلندی: เยาวชนปลดแอก) در ادامه سلسله تظاهرات علیه کودتای ۲۰۱۴ تایلند که توسط پرایوت چان-او-چا نخست‌وزیر وقت، صورت گرفته بود، انجام شد. این اعتراضات ابتدا با دستور دادگاه به منظور منحل کردن حزب طرفدار دموکراسی آینده، شکل گرفت. در اواخر فوریه ۲۰۲۰ این تظاهرات توسط رای‌دهندگان آغاز شد اما به دلیل گسترش جهانی کووید ۱۹ متوقف شد.
در ۲۵ ژوئن تجمع معترضان تایلندی در «بنای دموکراسی» واقع در مرکز تاریخی شهر بانکوک آغاز شد.
سازمان دهندگان این اعتراضات به نیابت از مشارکت کنندگان، سه درخواست خود را خطاب به دولت پرایوت چان-او-چا، نخست‌وزیری که شش سال پیش رئیس ارتش بود و با کودتا دولت منتخب را برکنار کرد، اعلام کردند.
این درخواست‌ها شامل انحلال پارلمان و انحلال انتخابات سراسری ۲۰۱۹ تایلند، پایان اذیت و آزار منتقدان دولت و اصلاحات و تدوین قانون اساسی جدید و برگزاری انتخابات بوده است.
این تظاهرات به دعوت «تاناتورن جوآنگرونگروآنگکیت»، رهبر حزب «آینده پیشرو» صورت گرفته که مخالفان را علیه دولت نظامی بسیج کرده است.

## تاریخچه
در نه دهه گذشته دولت‌های منتخب تایلند غالباً با کودتاهای نظامی سرنگون شده‌اند؛ یعنی از ۱۹۳۲ پایان زمامداری مطلق حاکمیت در انقلاب سیامی، سیزده کودتا انجام شده است. در ۲۰۱۴ پرایوت چان-او-چا، به عنوان رئیس ارتش سلطنتی تایلند به منظور پایان دادن به یک دهه خشونت میان حامیان و مخالفان تشکیلات تایلند بدنبال یک کودتا زمام امور را بدست گرفت؛ و نظامی که پس از کودتا به قدرت رسید شورای ملی صلح و نظم (NCPO) را رهبری کرد. سرانجام پرایوت چان-اوچا که از حمایت همه‌جانبه ارتش برخوردار بود، بار دیگر به عنوان نخست‌وزیر منصوب شد و NCPO به مدت ۵ سال این کشور را اداره کرد و طی این پروسه حقوق سیاسی و مدنی محدود شد و نابرابری اقتصادی گسترش یافت.
در ماه‌های اخیر، معترضان تصمیم پادشاه را در مورد اعلام ثروت سلطنتی به عنوان املاک شخصی به چالش کشیده‌اند. این ثروت باعث شده که پادشاه درحال حاضر ثروتمندترین فرد تایلند باشد.
همچنین سوالاتی در مورد تصمیم پادشاه برای در دست گرفتن تمامی واحدهای نظامی مستقر در بانکوک مطرح است. تمرکز قدرت نظامی در حیطه پادشاهی موضوعی است که در تایلند مدرن بی‌سابقه است.

## موج اول (فوریه)

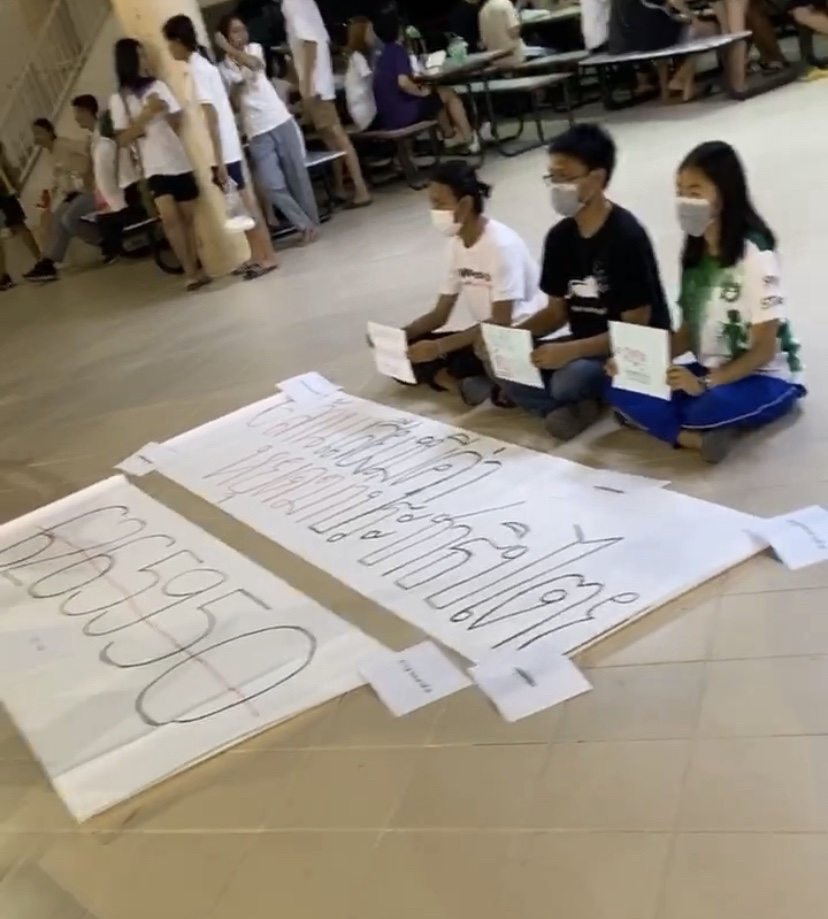
در ۲۵ فوریه تظاهراتی در دانشگاه سیری ناخارین ویروت در منطقه اونگخاراک به خاطر انحلال «حزب آینده پیشرو» برگزار شد.

در ۲۳ فوریه ۲۰۲۰ با تصمیم دادگاه قانون اساسی در پی اعلام انحلال «حزب آینده پیشرو» FFP موج اول اعتراضات آغاز شد. از همان زمان تظاهرات در دبیرستان‌ها، کالج‌ها و دانشگاه‌های مختلف در سراسر کشور به راه افتاد. این اعتراضات به‌صورتی سازمان یافته توسط دانشجویان، همچنین با هشتگ‌های مختلف ویژه موسسات آکادمیک خودشان برگزار شد. اولین موج اعتراضات در ۲۴ فوریه از دانشگاه تاماساد، دانشگاه چولالونگکورن، دانشگاه راخامهانگ، دانشگاه کاستسارت، دانشگاه سیری ناخارین ویروت و دانشگاه سانگخلا آغاز شد. دانش آموزان دوره‌های مختلف دبیرستان نیز اعتراضاتی را در مدرسه تریام اودوم سوکسا و مدرسه سوکساناری ترتیب دادند. اما این اعتراضات محدود بود به موسسات آکادمیک منفرد. یک مورخ تایلندی خاطرنشان کرده است که اگر ارتش در کنار دولت باشد، اعتراضات خیابانی هرگز تغییرات سیاسی ایجاد نخواهند کرد. این اعتراضات که منحصراً به دلیل اعتراضات دانشجویی در دانشگاه‌ها برگزار می‌شد، در اواخر فوریه به دلیل دنیاگیری کووید-۱۹ متوقف شد و همه دانشگاه‌ها، کالج‌ها و مدارس تعطیل شدند.